# Ťin Še
Ťin Še (čínsky pchin-jinem Jìn Shè, znaky 靳歙, † 183 př. n. l.) byl čínský vojevůdce, který se účastnil povstání proti říši Čchin a následné války mezi Siang Jüem a Liou Pangem, zakladatelem říše Chan, na straně posledního.

## Život
Koncem 3. století př. n. l. se Ťin Še zapojil do povstání proti říši Čchin na straně jednoho z povstaleckých generálů, Liou Panga. Za účast na dobytí čchinského hlavního města Sien-jangu obdržel titul pána z Lin-pchingu (臨平君). Později ho Liou Pang, již jako král z Chan, jmenoval markýzem z Ťien-wu (建武侯) a velitelem jízdy (ťi-tu-wej, 騎都尉). Za účast v bojích se Siang Jüem obdržel v prosinci 202 př. n. l. titul markýze z Sin-wu (信武侯) s 5300 poddanými rodinami a hodnost velitele jízdy a vozby (čche-ťi tu-wej, 車騎都尉).
Později se podílel na likvidaci povstání Čchen Siho a Jing Pua. Zemřel roku 183 př. n. l. Za své zásluhy dostal posmrtné jméno markýz Su (肅侯).